# Mary (film 2005)
Mary è un film del 2005 diretto da Abel Ferrara.

## Trama
Il film ruota attorno alla realizzazione del film This is my Blood che racconta della passione di Gesù. Il regista-attore interpreta Gesù, mentre l'attrice Marie interpreta Maria Maddalena; quest'ultima al termine delle riprese si ferma a Gerusalemme, a differenza del resto del cast che fa il suo ritorno negli Stati Uniti.
La donna inizia un viaggio spirituale tra i luoghi del Vangelo, e rimane sconvolta dalla cruenta guerra tra Israele e Palestina.
Nel frattempo un conduttore televisivo la cui moglie sta per partorire realizza un talk show su Gesù Cristo e si trova a interrogarsi sulla propria fede.

## Produzione
La scelta di girare un film lontano dagli USA, e in particolare dalla sua New York viene ricondotta dal regista a due ragioni.
Da un lato c'è il progetto di una “rivisitazione” del Nuovo Testamento,, che il regista coltiva da anni, in compagnia di altri due: un prequel di King of New York (che vedrà la luce, anch'esso in Italia, dopo Mary, col titolo di Go Go Tales), e un progetto su Hemingway condotto con Fernanda Pivano.. Spinto a Matera, anche con l'intento di rendere omaggio a Pasolini che lì aveva ambientato Il Vangelo secondo Matteo, (ma anche Mel Gibson vi aveva girato La passione di Cristo) Ferrara la individua come location ideale. “Matera è Gerusalemme”, afferma alla conferenza stampa di presentazione del film a Venezia, dove al film è stato riconosciuto il Premio speciale della giuria..
A ciò si aggiunge la persistente difficoltà, per il cinema indipendente, nel reperire finanziamenti sul mercato americano, una situazione per nulla migliorata nel periodo successivo all'11 settembre, durante il quale molti di questi registi, soprattutto dell'area newyorchese, avevano ritenuto un obbligo morale continuare ad operare nel paese.. Peraltro già in precedenti occasioni, Ferrara aveva attinto al mercato italiano; per Occhi di serpente (gruppo Cecchi Gori) e per King of New York (Reteitalia). La ricerca di finanziamenti non fu comunque un'impresa facile e la realizzazione del film richiese circa due anni. Non fu, estranea, a tali difficoltà la delicatezza di un soggetto che attingeva ai vangeli apocrifi e che rivisitava radicalmente la figura di Maria Maddalena. Già, in passato, operazioni simili, come quella di Martin Scorsese in L'ultima tentazione di Cristo erano state oggetto di attacchi e contestazioni. Un'eco di tali difficoltà si avverte nella trama del film, allorché il cinico produttore e regista interpretato da Matthew Modine, utilizza le contestazioni al suo film, come volano pubblicitario.
Le peripezie, le attese, le incertezze, connesse alla realizzazione del film sono divenute soggetto di Odyssey in Rome, un documentario realizzato da Alex Grazioli.
A conferma dei timori del regista, il film, nonostante l'importante riconoscimento veneziano, apparve nelle sale americane, e precisamente a Manhattan, solo nell'ottobre 2008, tre anni dopo la sua presentazione, ancora privo di una distribuzione nazionale.

### Cast
Un contributo, non irrilevante, in termini economici, venne dagli attori principali che accettarono di legare il loro compenso agli eventuali profitti realizzati dal film. Juliette Binoche coltivava, indipendentemente, da tre anni un progetto che avrebbe dovuto portarla a interpretare il ruolo della Maddalena. Le radici familiari di Forest Whitaker, il cui nonno e padre erano ministri della Chiesa Battista, fatto di cui, peraltro, il regista venne a conoscenza solo durante la lavorazione, lo rendevano particolarmente sensibile ai temi della spiritualità nella società contemporanea.

### Riprese
Le riprese sono state girate a Matera, Gerusalemme, New York, Roma.

## Riconoscimenti
- 2005 - Mostra internazionale d'arte cinematografica
  - Leone d'argento